# Heinrich Landesmann
Heinrich Landesmann (9. srpna 1821 Mikulov – 3. prosince 1902 Brno), známý též pod pseudonymem Hieronymus Lorm, byl rakouský hluchoslepý básník, filosof a bojovný novinář, pocházející z židovské rodiny z Mikulova. Na základě náhlé sluchové ztráty v 15 letech a postupného se zhoršování zraku se stal tvůrcem jednoho ze systémů ruční dotekové abecedy hluchoslepých, tzv. Lormovy abecedy, která se dodnes používá nejen v České republice, ale i v celé řadě dalších zemí.

## Život a dílo

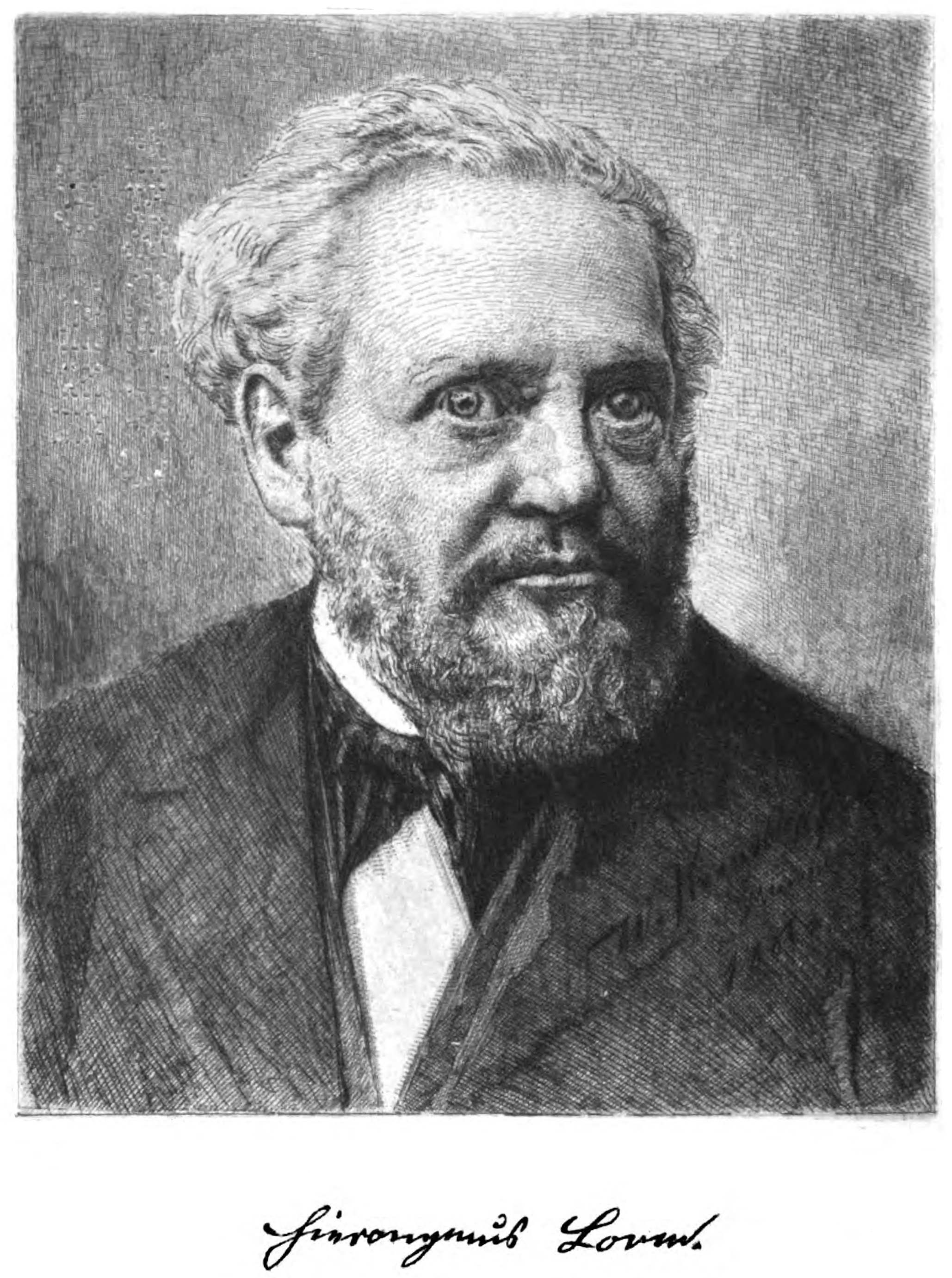
Hieronymus Lorm

Po vydání díla Perutě a pírka vídeňského básnictví (Wien's Poetische Schwingen und Federn, 1847) a útocích metternichovské cenzury musel opustit Vídeň, emigroval proto do Berlína a začal používat svůj literární pseudonym. V Berlíně pracoval jako novinář a přispěvatel do politických časopisů. Po revoluci v roce 1848 se do Vídně vrátil, v roce 1856 se oženil, v roce 1873 se přestěhoval do Drážďan a v roce 1892 se konečně usadil v Brně, kde žil až do své smrti. Je pohřben na Židovském hřbitově v Brně.
Od šestnácti let, už jako zcela hluchoslepý, začal publikovat básně i prózy v časopisech, vydal jich velké množství. Prvním významným dílem je básnické zpracování faustovské legendy v arabském prostředí, epos Abdul (1843), prvním románem je Učedník roků (Ein Zögling des Jahres, 1848), popisující boj moderního Žida proti předsudkům ze strany ostatních. Napsal také několik dramat, literární kritiky a politické články, byl ale především lyrický básník. Jeho básněmi i prózami prostupuje zvláštní pesimismus, pro který byl ve své době označován za „lyrického Schopenhauera“.